# Violinkonzert (Brahms)
Das Violinkonzert in D-Dur op. 77 von Johannes Brahms ist sein einziges Violinkonzert und zählt zu den bekanntesten Werken dieser Gattung.

## Entstehungsgeschichte
Brahms begann das Werk im Sommer 1878 während eines Sommeraufenthaltes in Pörtschach am Wörthersee. Ende August schickte er seinem Freund, dem Violinisten Joseph Joachim, die Violinstimme des ersten Satzes und den Beginn des Finales mit der Ankündigung, dass „die ganze Geschichte vier Sätze“ haben solle. Einige Wochen später hatte sich Brahms jedoch für die klassische Form in drei Sätzen entschieden. Verbunden mit der Bitte, ihm Änderungsvorschläge mitzuteilen, schickte er den gesamten Solopart an Joachim. In seinem ersten Korrekturwunsch, den er Brahms zurückschickte, vereinfachte Joachim das Werk an einigen besonders schwierigen Stellen im Hinblick auf größere solistische Wirkung. Brahms ließ zunächst nur wenige dieser Änderungen gelten. Es folgte ein intensives Ringen der beiden Musiker um die Form, das sich über die Uraufführung hinaus fortsetzte. Beispielsweise kommentierte Joachim die Tempobezeichnung des letzten Satzes mit „non troppo vivace? sonst zu schwer“. Brahms fügte daraufhin „ma non troppo vivace“ hinzu, strich es wieder, und setzte es in der endgültigen Partitur dann doch wieder ein. Da Brahms selbst die Violine nicht beherrschte und aus der Perspektive des Pianisten komponierte, war der Austausch mit Joachim entscheidend für die Endform des Stückes.
Mit Brahms am Dirigentenpult und Joachim als Solisten wurde das Werk am Neujahrstag 1879 im Gewandhaus in Leipzig uraufgeführt. Im Oktober desselben Jahres veröffentlichte es Fritz Simrock.
Die meistgespielte Kadenz stammt von Joachim, eine Reihe von Musikern haben allerdings Alternativen angeboten, unter ihnen Max Reger, Fritz Kreisler, Leopold Auer, George Enescu, Jascha Heifetz, Hugo Heermann und Ferruccio Busoni.

## Aufbau
Das Werk hat – wie die meisten Konzerte seit dem Barock – drei Sätze nach dem Schema schnell – langsam – schnell:
1. Allegro non troppo
2. Adagio
3. Allegro giocoso, ma non troppo vivace

Bei vielen anderen Violinkonzerten steht die virtuose Darstellung des Soloinstruments im Vordergrund, Form und Inhalt ordnen sich dem unter, das Orchester hat lediglich eine begleitende Funktion. Im Gegensatz dazu folgt Brahms’ Konzert symphonischen Prinzipien. Wie in seinem ersten und zweiten Klavierkonzert ist die Solostimme Erste unter Gleichen. Sie beschränkt sich nicht auf Figurenwerk und Umspielung melodischer Themen, sondern nimmt maßgeblichen Anteil an der Entwicklung der Motive.
Der erste, episch-weit gefasste Satz ist mehr als 20 Minuten lang. Er erinnerte schon Clara Schumann an den Kopfsatz von Brahms’ zweiter Symphonie. Er beginnt mit einem einfachen, periodisch ausgeführten Dreiklangthema, leitet über zu einem Seitenthema mit starken synkopischen Reibungen und endet gefühlvoll in einem schwärmerischen Gesangsthema.
Das zarte, lyrische Adagio im zweiten Satz verweilt lange Zeit bei den Holzbläsern und Hörnern, ehe die Violine schließlich das Thema aufgreift und gemeinsam mit dem Orchester weiterentwickelt.
Der Schlusssatz präsentiert ein effektvolles Rondo mit ungarisch gefärbten Tanzthemen, die im Wechselspiel zwischen Solovioline und Orchester fortentwickelt werden. Am Ende narrt Brahms die Hörer mit einer kleinen Überraschung: Das Stück scheint in einem Plagalschluss der Violine hinwegzudämmern – doch dann setzt das Orchester zu energischen Schlussakkorden ein.

## Besetzung
Solovioline - Orchester: 2 Flöten, 2 Oboen, 2 Klarinetten, 2 Fagotte, 4 Hörner, 2 Trompeten, Pauken, 1. und 2. Violine, Viola, Violoncello, Kontrabass

## Rezeption
Die Kritik reagierte gespalten auf das Werk. Die Leipziger Uraufführung wurde ein Erfolg. Einige zeitgenössische Musiker mochten Brahms’ symphonische Auffassung des Instrumentalkonzerts und die technischen Schwierigkeiten jedoch nicht akzeptieren: Der Dirigent Hans von Bülow war der Ansicht, das Werk sei weniger „für“ die Violine als „gegen die Violine“ geschrieben. Henryk Wieniawski nannte das Stück unspielbar, und der Violinvirtuose Pablo de Sarasate weigerte sich, es zu spielen, mit der Begründung, er finde es unerträglich, mitanhören zu müssen, wie die Oboe am Anfang des 2. Satzes die einzige Melodie des Konzertes der Violine vorenthielt. Zermürbt von dieser Kritik soll Brahms seine Skizzen für ein zweites Violinkonzert verbrannt haben.
Ähnliche Kritik war früher schon gegenüber anderen Werken für Streicher geäußert worden, wie Ludwig van Beethovens Violinkonzert oder Hector Berlioz’ Harold en Italie.
Joachim soll bei einem Fest anlässlich seines 75. Geburtstages gesagt haben:

„Die Deutschen haben vier Violinkonzerte. Das größte, konzessionsloseste stammt von Beethoven. Das von Brahms, in seinem Ernst, eifert Beethoven nach. Das reichste, das bezauberndste schrieb Max Bruch. Das innigste aber, das Herzensjuwel, stammt von Mendelssohn.“

Das Spektrum der bekannten Interpretationen des Violin- und Konzertteils sowie insbesondere der Kadenzen ist bemerkenswert. Von vielen großen Geigenvirtuosen und Dirigenten sind heute Aufnahmen verfügbar. Hier sind beispielhaft zu nennen: Gidon Kremer mit den Dirigenten Leonard Bernstein und Nikolaus Harnoncourt, Yehudi Menuhin mit Wilhelm Furtwängler, Jascha Heifetz mit Sergej Kussewizki und mit Fritz Reiner, David Oistrach mit Franz Konwitschny und mit Otto Klemperer, Nathan Milstein mit Pierre Monteux und mit Eugen Jochum, Henryk Szeryng mit Pierre Monteux, Itzhak Perlman mit Carlo Maria Giulini, Arabella Steinbacher mit Fabio Luisi, Maxim Vengerov mit Daniel Barenboim, Anne-Sophie Mutter mit Herbert von Karajan und mit Kurt Masur, Viktoria Mullova mit Claudio Abbado.

## Technische Anforderungen
Das Violinkonzert wird gemeinhin für eines der wichtigsten Werke im Repertoire eines Geigers gehalten. Die technischen Anforderungen an den Solisten, mit dem Gebrauch von Doppelgriffen, gebrochenen Akkorden, sehr schnellen Skalierungspassagen und rhythmischen Variationen sind eindrucksvoll.
Von Joseph Joachim sind Metronomangaben erhalten. Diese deuten darauf hin, dass er das Werk sehr temporeich vortrug – entgegen seinen anfänglichen Vorbehalten und bedeutend schneller, als es in heutigen Konzertaufführungen üblich ist.

## Trivia
Der dritte Satz des Violinkonzerts findet als Titelmelodie des mehrfach ausgezeichneten Spielfilms There Will Be Blood Verwendung.

## Einspielungen (Auswahl)
| Jahr | Dirigent                          | Solist             | Orchester                       | Anmerkung                                  |
| ---- | --------------------------------- | ------------------ | ------------------------------- | ------------------------------------------ |
| 1939 | Sergei Alexandrowitsch Kussewizki | Jascha Heifetz     | Boston Symphony Orchestra       |                                            |
| 1944 | Artur Rodziński                   | Bronisław Huberman | New Yorker Philharmoniker       |                                            |
| 1949 | Wilhelm Furtwängler               | Yehudi Menuhin     | Orchester der Festspiele Luzern |                                            |
| 1958 | Eduard van Beinum                 | Arthur Grumiaux    | Concertgebouw-Orchester         |                                            |
| 1959 | Fritz Reiner                      | Jascha Heifetz     | Chicago Symphony Orchestra      |                                            |
| 1973 | Bernard Haitink                   | Herman Krebbers    | Concertgebouw-Orchester         |                                            |
| 1978 | Carlo Maria Giulini               | Itzhak Perlman     | Chicago Symphony Orchestra      | 1979 Grammy Award for Best Classical Album |
| 1983 | Herbert von Karajan               | Anne-Sophie Mutter | Berliner Philharmoniker         |                                            |
| 1997 | Kurt Masur                        | Anne-Sophie Mutter | New Yorker Philharmoniker       |                                            |